# Nieuw-Zeelands honkbalteam

Vlag van Nieuw-Zeeland.

Het Nieuw-Zeelands honkbalteam is het nationale honkbalteam van Nieuw-Zeeland. Het team vertegenwoordigt Nieuw-Zeeland tijdens internationale wedstrijden. Het Nieuw-Zeelands honkbalteam hoort bij de Oceanische Honkbal Confederatie (BCO). 

## World Baseball Classic
Nieuw-Zeeland nam in 2012 deel aan de kwalificatie voor de World Baseball Classic in 2013. Evenals voor 2017 en 2023 wist Nieuw-Zeeland zich niet te plaatsen voor het hoofdtoernooi.
| Editie    | 2006 | 2009 | 2013  | 2017  | 2023  |
| Prestatie |      |      | kwal. | kwal. | kwal. |

-  = geen deelname 